# Costa ardiente
Costa ardiente es una novela de aventura escrita por el escritor africano Wilbur Smith y publicada en el año 1985.
Esta novela es integrante de la Saga Courtney y tiene como protagonistas principales a Michael Courtney y Centaine de Thiry. También juegan un papel importante dos pequeños bosquimanos, Lothar de la Rey, Anna Stok y la poderosa familia Courtney.
La historia comienza con la vida de Michael Courtney, un aviador heredero de la poderosa familia terrateniente africana de los Courtney y descendiente directo del poderoso Sean Courtney que combate contra los alemanes durante la Primera Guerra Mundial. Michael conoce a Centaine, una bella mujer de noble cuna, y entre ellos nace un amor apasionado. La violencia de la guerra interrumpe abruptamente.
Desolada, Centaine decide que el hijo que lleva en sus entrañas ha de nacer en Sudáfrica la tierra nativa de Michael. Costa Ardiente es la historia de una mujer valiente y encantadora que en su proyecto de vida se encuentra con un naufragio, una supervivencia por largos meses en el desierto africano y la convivencia con nativos bosquimanos que le enseñan a buscar las aguas buenas de la vida. Es una gran historia de aventura y acción que combina una variedad de temas sin igual, llegando a momentos de drama, traición, astucia, odio, remordimiento y redención.
- Datos: Q3824329